# پاناما سیتی (فلوریدا)
پاناما سیتی (به انگلیسی: Panama City) شهری در شهرستان بی ایالت فلوریدا است که در سال ۱۹۰۹ بنیان‌گذاری شده‌است. این شهر طبق سرشماری سال ۲۰۱۰ میلادی، ۳۶٬۴۸۴ نفر جمعیت داشته و مساحت آن نیز ۶۹٫۱ کیلومتر مربع است.